# Expedición de John Narborough a Chile

Ruta de la expedición de Narborough a Chile. Errata: La expedición llegó por error primero a San Julián, por lo que subió por la costa al norte hasta Puerto Deseado, y de ahí partió al Estrecho de Magallanes.

La expedición de John Narborough a Chile en 1670 fue una incursión inglesa a la región austral de América del Sur con el objetivo de realizar observaciones y sondeos que preparasen el comercio de mercancías inglesas en las colonias españolas de la costa oeste del continente. La misión con dos naves fue encomendada al, posteriormente almirante, John Narborough, quien debió retornar a Inglaterra tras su arribo al puerto de Valdivia donde se le negaron provisiones y ayuda si no ponía su nave al alcance de los cañones de las fortalezas de Valdivia.

## Antecedentes
Tras las inesperadas y lucrativas incursiones de Francis Drake (1578-1580) y de Thomas Cavendish (1587) a las costas americanas, Inglaterra se sumió en la llamada Revolución inglesa (1642-1651), tres guerras civiles que consumieron sus fuerzas internamente o en Irlanda.: 432  De los intentos de Andrew Merrick (1590), Cavendish (otra vez), John Davis (1592) y Richard Hawkins (1594), solo este último logró pasar el estrecho de Magallanes, pero fue capturado en Perú.
En los 70 años que transcurrieron, los holandeses, en aquel tiempo era difícil diferenciar entre comerciantes y piratas, Hendrik Brouwer, Joris van Spilbergen y Baltazar de Cordes intentaron sin éxito establecer en territorio chileno una base que les permitiera incursionar sobre las colonias.
En Inglaterra, sin embargo, permaneció el deseo de apropiarse de por lo menos una parte de las ganancias que España obtenía en sus colonias en América y Asia. Richard Hakluyt, un conocido geógrafo inglés de la época, propuso ya entonces la ocupación y colonización inglesa del estrecho para asegurar el libre tránsito de las naves inglesas hacia el Pacífico.: 7 
Las costas de Chile se transformaron de esa manera en potenciales objetivos de saqueo, comercio o colonización inglesa.: 372 
La paz entre ambas potencias era un estado de no-guerra. X. Urbina aclara: "Cinco años más tarde [en 1660] el rey comunicó a las autoridades de las Indias la cesación de armas con Inglaterra, ordenando que ello se interprete como paz, y se actúe según las paces de 1604 con Inglaterra, ratificadas en 1630, en las que se había manifestado que ingleses y españoles sean bien tratados en los puertos de la otra corona en los casos de arribadas lícitas y no de otra manera. España permitía a Inglaterra las arribadas, pero prevenía a las autoridades indianas que velen mucho sobre que los ingleses (tomando por pretexto estas arribadas) no pasen de usar de ellas para introducir el comercio, que les está tan prohibido por los graves inconvenientes y daños que resultarían.": 17–18 

## Expedición
En 1655, Oliver Cromwell conoció la propuesta de Simón de Casseres: 17 , un miembro de la comunidad sefardita de Londres que promovía el envío de una expedición que ocupase la isla Mocha con 1000 soldados para luego apoderarse de los fuertes de Valdivia que erradamente creía abandonados tras la derrota española ante Hendrik Brouwer. Según el plan, los ingleses serían bienvenidos por los indígenas de la zona, conocidos por su constante lucha contra los españoles.: 8 : 434  El plan fue desechado por Cromwell que ya había sufrido una derrota en las Antillas cuando siguió el consejo de Thomas Gage que prometía una conquista fácil de las Antillas.
Según el historiador Günther Böhm, otro sefardita llamado Carlos Henríquez recogió el plan de Simón de Casseres y obtuvo del Duque de York una licencia o patente real que le permitió organizar en 1669 la expedición.: 8  Henríquez (o Enriquez) ha sido sindicado como el verdadero jefe de la expedición y sus propuestas al rey de Inglaterra fueron 3: una de exploración del Estrecho, la segunda para establecer una colonia en el, y en la tercera se explaya sobre ambas propuestas anteriores.: 20 
El 15 de mayo de ese año, John Narborough recibió el comando sobre una expedición de dos naves financiada por la Corona inglesa compuesta por la nave Sweepstakes de 300 toneladas, 36 cañones y 80 hombres bajo el mando de Narborough y la Bachelor de 70 toneladas y 4 cañones con una tripulación de 19 hombres y un niño bajo el mando del capitán Flemming.: 373  Con el fin de sondear las potencialidades de comercio, la expedición llevó mercancías como cuchillos, tijeras, espejos, hachas, agujas, tabaco, pipas, telas y clavos, todo valorado en un total de £ 300.: 437  Entre los oficiales que secundaban a Narborough estaban el capitán John Wood y el teniente Nathanael Peckett. Las naves partieron aprovisionadas para un viaje de 14 meses.: 10 
Las instrucciones dadas a Narborough eran claras en el sentido de no provocar incidentes con los súbditos españoles y en ese sentido muy diferentes a la propuesta hecha a Cromwell.: 434  Por una parte, estas intenciones tenían un fin mercantil, que era vender los productos ingleses en las costas occidentales de América, pero también la voluntad de ocupar para la Corona inglesa los territorios a ambos lados del estrecho, como lo confirman las inscripciones en la bitácora y el mapa de Narborough. A consecuencia de las anteriores, como un paso previo al establecimiento de líneas de comercio: 436  y acorde con el espíritu de la época, la expedición adquirió también un sentido científico, de investigación, que sería a la larga el más trascendente.: 8 
La expedición zarpó del puerto fluvial de Deptford, hoy día un suburbio de Londres, el 26 de septiembre de 1669 y salió del estuario del río Támesis el 29 del mismo mes, el 17 de octubre llegó a Madeira, el 28 de octubre a las isla de Cabo Verde. Una vez cruzado el océano Atlántico, el 23 de febrero de 1670, la Bachelor perdió de vista a la nave capitana y Flemming volvió a Inglaterra.: 18 

## Puerto Deseado
La Sweepstakes permaneció un mes en Puerto Deseado, del que Narborough tomó posesión el 25 de marzo. Con su marinería como testigo, Narborough pronunció las palabras usuales de la conquista:
Yo tomo posesión de este puerto y río Deseado y de todos los territorios de este lugar en ambas orillas en nombre de su Majestad Carlos II de Inglaterra y sus herederos. ¡Dios salve al Rey!
Luego se dirigió a Puerto San Julián donde se había acordado el reencuentro para casos de extravío, pero no encontró a la Bachelor y volvió a Puerto Deseado para reabastecerse de carnes.: 18 

## Paso del Estrecho
El 13 de octubre se hizo a la vela con rumbo al sur, para lograr penetrar en el Estrecho el 22 de octubre. Mateo Martinic consigna en su informe la meticulosidad con que Narborough exploró la vía de agua, tomando notas sobre hidrografía, paisajes, recursos naturales, clima y los habitantes de la región, especialmente su apariencia, armas, adornos, etc. Dio muchos de los topónimos que se usan hasta hoy para las islas, bahías y otros lugares que visitó, ente ellas, "Sandy Point" (Punta Arenas), "English" (inglés), "Crooked" (tortuoso), "Long Reach" (Paso Largo). Ellos dan testimonio de su aguda observación del territorio. 
Sobre los habitantes de la región, Martinic reproduce los comentarios que Narborough dejó en uno de los mapas. Sobre los habitantes, por ejemplo, escribe:: 18 
Los indígenas de esta tierra según me parecieron: algunos tienen ropa suelta de pieles de animales, otros desnudos. Sus armas son arcos y flechas. Tienen una estatura mediana, no más que un inglés típico; Tienen un color leonado como los indígenas de Nueva Inglaterra y se pintan completamente con grasa y tierra roja: no obedecen a ningún jefe y parece que cada uno hace lo que quiere hasta donde pude apreciarlo. Como adornos esta gente tiene pequeñas conchas brillantes que las mujeres llevan como gargantillas, también algunas pulseras y conchas de moluscos. Vi varios hombres mujeres y niños, pero no pude percibir nada de valor entre ellos.
El 26 de noviembre de 1670 salió del Estrecho e ingresó al océano Pacífico.: 11 

## Recalada en Valdivia y regreso

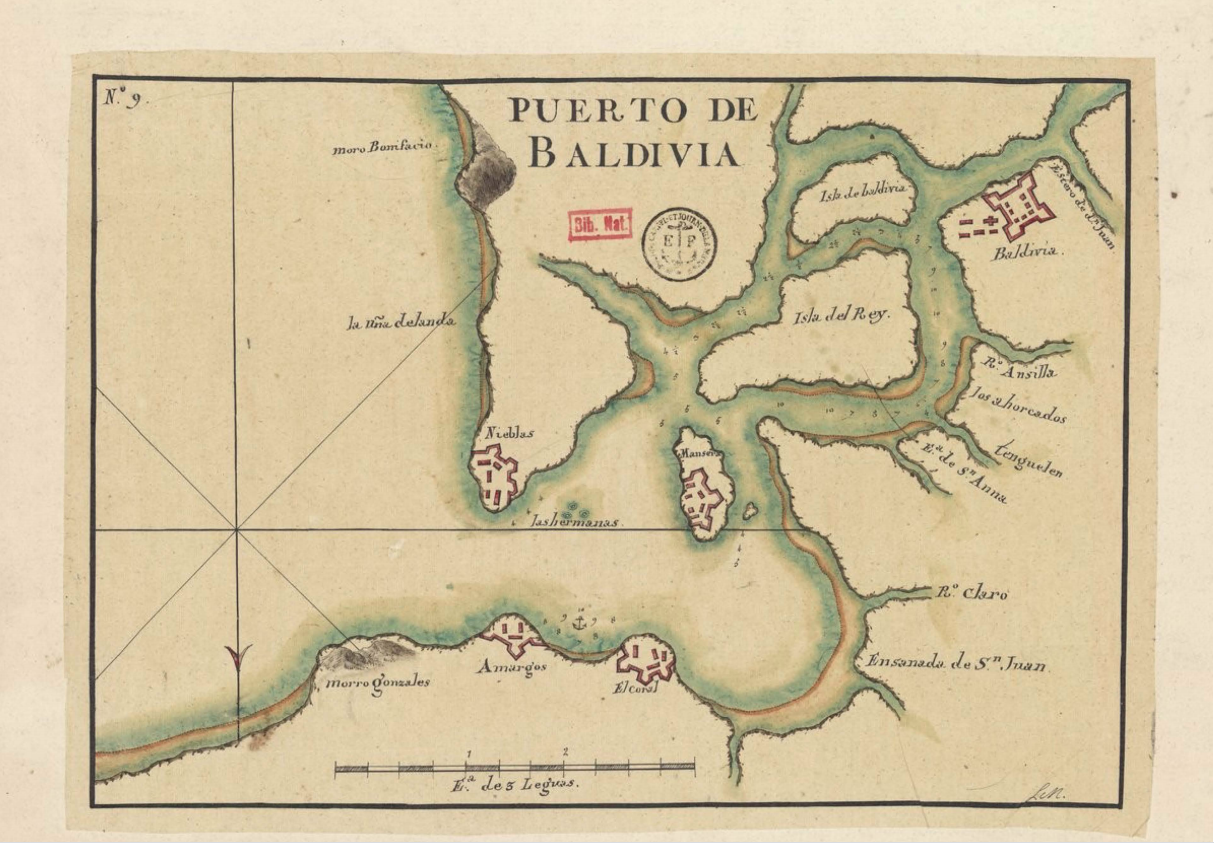
El puerto de Valdivia y sus fortalezas en un mapa del.

Al sur del río Biobío, solo la ciudad de Valdivia (fundada en 1552 y tras su destrucción, refundada en 1645) y la ciudad de Castro, fundada en 1567, en la provincia de Chiloé (cuyos habitantes indígenas no se habían rebelado con la rebelión mapuche-huilliche de 1598), todo el territorio entre el río Biobío, por el norte, y el cabo de Hornos, por el sur, no tenía presencia española alguna y estaba poblado por grupos indígenas no sujetos a la Corona, y como tales, según interpretaban las otras potencias coloniales, convertibles en aliados suyos.: 16 
En 1645, tras levantamientos indígenas e invasiones holandesas, Antonio Sebastián de Toledo Molina y Salazar estableció en el estuario del río Valdivia un sistema de fuertes que impedía con sus fuegos cruzados la entrada de naves invasoras.: 5 
En el trayecto al norte, anclaron frente a la isla Nuestra Señora del Socorro (hoy isla Guamblín), el 6 de diciembre de 1670, mientras que el día 15 pasaron frente a Chiloé sin desembarcar para continuar a Valdivia, adonde arribó en diciembre de 1670. El 15 de diciembre, aun antes de darse a conocer en los fuertes españoles, Narborough desembarcó al mentado Carlos Henríquez con algunas de las mercancías. Tras eso, Narborough se dirigió a las autoridades de la plaza cuidando de colocar su nave fuera del alcance de los cañones que protegían el puerto. Se presentó como en tránsito a la China.: 19  Los españoles conocían ya los ataques de Henry Morgan a por sus colonias en el Caribe.: 439  El 18 de diciembre las autoridades de la plaza encarcelaron a cuatro tripulantes ingleses que habían desembarcado para solicitar avituallamiento y ofrecer sus mercancías y para liberarlos exigieron a Narborough colocar el Sweepstakes en el radio de acción de los cañones que defendían el puerto. Sin fuerzas suficientes para intentar lograr por la fuerza la liberación de sus enviados, Narborough se hizo a la mar para reingresar al Estrecho el 6 de enero de 1671, esta vez desde el oeste, saliendo el 14 de febrero al Atlántico para llegar a Inglaterra el 23 de junio del mismo año.: 19 

## Reacción de las autoridades españolas
El gobernador de Chile Juan Henríquez de Villalobos se encontraba cerca de Concepción cuando el 31 de diciembre recibió la noticia desde Valdivia y la envió a Valparaíso, pero en algún lugar ocurrió un error y se dijo que eran 12 las naves inglesas que sitiaban Valdivia. Desde Valparaíso llegó la noticia a Lima el 23 de enero de 1671. Ante tales hechos, se enviaron naves al sur y al norte para alertar y buscar posibles naves inglesas en las costas. En esos días Henry Morgan atacaba el castillo de Chagres y la Ciudad de Panamá. El barco enviado al sur regresó a Lima el 10 de mayo con la noticia de que no habían naves inglesas en el trayecto y traía a bordo a los cuatro ingleses capturados, incluyendo a Carlos Henríquez.: 24 

## Consecuencias

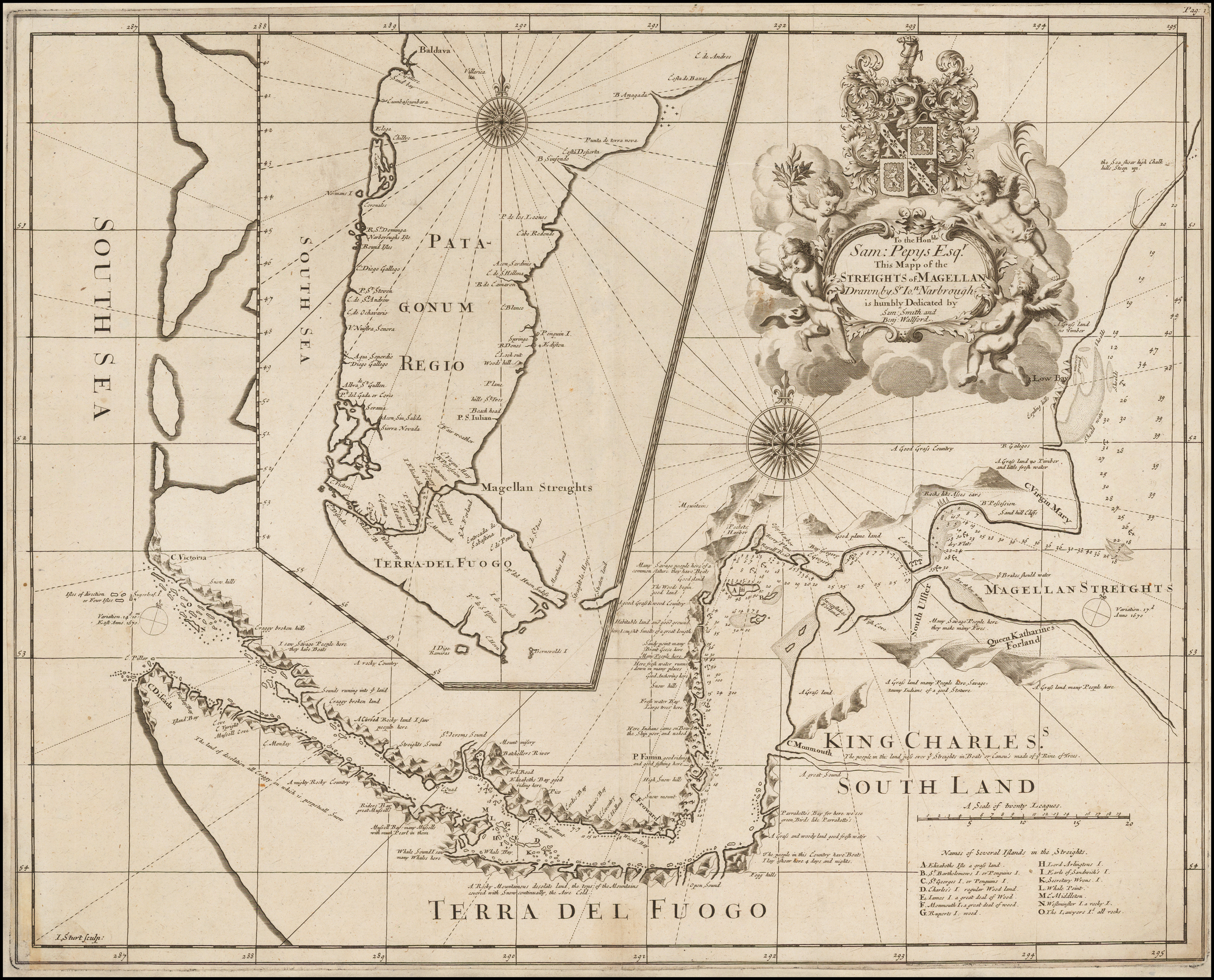
Mapa del estrecho de Magallanes elaborado por John Narborough tras su viaje.

John Narborough publicó en Londres un diario del viaje el año 1694, como parte de una compilación de varios viajes: "An account of several late voyages and discoveries to the south and north. Towards the streights of Magellan, the South Seas, the vast tracts of land beyond Hollandia Nova, also towards Nova Zembla, Greenland or Engrondland, by Sir John Narborough, capitan Jasmen Tasman, capitan John Wood, and Frederick Marten of Hamburgh", que fue la fuente utilizada por Benjamín Vicuña Mackenna y Diego Barros Arana para narrar el episodio en Chile.
Cartografía
Según M. Martinic, John Narborough realizó un trabajo completo en sus aspectos geográficos, hidrográficos, climáticos, etnográficos y naturalistas. Entre los resultados están el preciado derrotero que facilitaría la navegación por el Estrecho durante el próximo siglo y medio; la primera descripción moderna de los recursos naturales animales y vegetales del territorio magallánico;
Entre la muchas denominaciones que Narborough otorgó a las tierras que fue conociendo, la más famosa puede ser la de "Sandy Point", hoy día Punta Arenas. Solo una pequeñas islas en la salida occidental del Estrecho recuerdan el nombre del marino inglés.: 13 
Políticas y económicas
La actitud de las autoridades de Valdivia puso un cierre a las expectativas inglesas de comerciar u ocupar la región. Posteriormente, a pesar de la falta de recursos, el Virrey del Perú ordenó la Expedición de Bartolomé Diez Gallardo (1674-75)  y la expedición de Antonio de Vea para buscar rastros de cualquiera infiltración extraña en la zona sur de Chile.
Carlos Henríquez Clerque y los desembarcados
Carlos Henríquez Clerque, como dijo llamarse, fue interrogado en Valdivia y enviado a Lima. En la investigación seguida por los españoles, Henríquez declaró que los ingleses deseaban ocupar toda América empezando por Jamaica, ocupando Valdivia y buscando por el norte el estrecho de Anian, mencionó también a los reyes de Dinamarca y Suecia como partes interesadas en invertir. Ximena Urbina enumera las teorías que se tejieron alrededor del viaje de Narborough y las considera interesantes pues están asociadas al imaginario colonial del territorio entre el estrecho de Magallanes y Valdivia: oro, la Ciudad de los Césares, base militar, polo de comercio, indígenas que podían ser potenciales aliados.: 22 
Los cuatro arrestados en Valdivia fueron llevados a Lima, pero su juicio se prolongó por largo tiempo, en el que solo parcialmente estuvieron en la cárcel, parcialmente ejercieron profesiones y tuvieron familia. Después de 11 años fueron ejecutados.: 13 